# فرنسيس بي. فاي
فرنسيس بي. فاي (بالإنجليزية: Francis B. Fay)‏ هو سياسي أمريكي، ولد في 12 يونيو 1793 في الولايات المتحدة، وتوفي في 6 أكتوبر 1876 في نفس البلد. حزبياً، نشط في حزب اليمين. وقد انتخب عضو مجلس نواب ماساتشوستس وانتخب عضو مجلس النواب الأمريكي.